# Еврейско-таджикский диалект
Евре́йско-таджи́кский диале́кт, также бухори и евре́йско-буха́рский (перс. بخاری‎ — buxārī, тадж. бухорӣ / buxorī) — литературный и разговорный язык бухарских (среднеазиатских) евреев, один из еврейско-иранских языков. Фактически является одним из говоров северного диалекта таджикского языка, в частности самаркандского диалекта. Близок еврейско-персидскому языку.
В прошлом был распространён в основном в Узбекистане, прежде всего и в основном в Самарканде, Бухаре, Ташкенте, Шахрисабзе, в некоторых городах Ферганской долины, а также в сопредельных с Узбекистаном районах Таджикистана и частично Казахстана. Число говоривших на еврейско-таджикском диалекте в СССР до начала массовой репатриации бухарских евреев в Израиль в 1972-1973 годах составляло (по оценкам, основанным на советских переписях) примерно 30 000 человек. Сейчас больше всего носителей проживает в Израиле (более 100 000), США (более 70 000), в странах Европейского союза, в Канаде, Австралии и других странах. В Средней Азии осталось по разным оценкам менее 3 тысяч носителей еврейско-таджикского диалекта, из них почти все проживают в Узбекистане, частично в Таджикистане.
Еврейско-таджикский диалект принадлежит к северной группе диалектов таджикского языка и в таджикской диалектологии называется самаркандско-еврейским диалектом. В основном он близок самаркандско-бухарскому диалекту, а в речи бухарских евреев из Ташкента и Ферганской долины прослеживаются некоторые фонетические особенности ферганских диалектов.

## Письменность

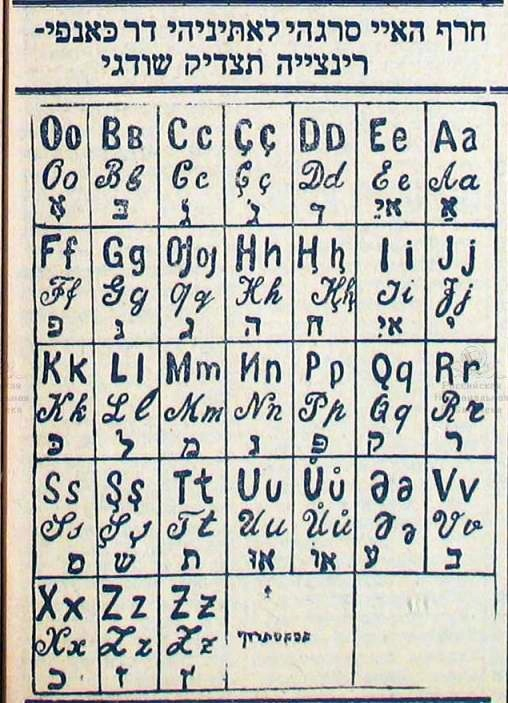
Еврейско-таджикский алфавит из газеты «Байроки михнат» (1930)

Еврейско-таджикский исторически пользовался еврейским алфавитом (так называемым восточным раши в письме и квадратным шрифтом в печати). В 1928—1940 годах письменный еврейско-таджикский язык в СССР пользовался латинским алфавитом.

Первый вариант латиницы для еврейско-таджикского языка был составлен в апреле 1928 года и выглядел так: 
a в d ә l n s r k m h t u x ş f p g o v z ⱨ ƣ q e c ç i j ә̦ ƶ
В 1930 году в алфавит были внесены изменения: введены заглавные буквы, исключена буква ә̦, введена буква Ů ů. На орфографической конференции в августе 1934 года из алфавита была исключена буква Ⱨ ⱨ, а буква Ů ů заменена на Ū ū. 5 февраля 1935 года это решение было узаконено приказом № 112 народного комиссариата просвещения Узбекской ССР.
В итоге поздняя версия советской латиницы выглядела так:
A a, B в, C c, Ç ç, D d, E e, F f, G g, Ƣ ƣ, H h, I i, J j, K k, L l, M m, N n, O o, P p, Q q, R r, S s, Ş ş, T t, U u, Ū ū, V v, X x, Z z, Ƶ ƶ, Ә ә
В настоящее время печатная литература на еврейско-таджикском диалекте издаётся преимущественно на кириллице. В отдельных работах используется также латинский алфавит, близкий к узбекскому.
Современный кириллический алфавит
А а, Б б, В в, Г г, Д д, Е е, Ё ё, Ж ж, З з, И и, Й й, К к, Л л, М м, Н н, О о, П п, Р р, С с, Т т, У у, Ф ф, Х х, Ц ц, Ч ч, Ш ш, Ъ ъ, Э э, Ю ю, Я я, Ғ ғ, Ӣ ӣ, Қ қ, Ӯ ӯ, Ҳ ҳ, Ҷ ҷ
Современный латинизированный алфавит
A a, B в, C c, Ch ch, D d, E e, F f, G g, Gh gh, H h, I i, J j, K k, L l, M m, N n, O o, P p, Q q, R r, S s, Sh sh, T t, Ts ts, U u, U' u', V v, X x, Y y, Yi yi, Z z, Zh zh'
| Кириллица | Латиница СССР | Латиница Узбекистан | Еврейское письмо |
| --------- | ------------- | ------------------- | ---------------- |
| А а       | A a           | A a                 | א                |
| Б б       | B в           | B b                 | בּ                |
| В в       | V v           | V v                 | ב                |
| Г г       | G g           | G g                 | ג                |
| Д д       | D d           | D d                 | ד                |
| Е е       | E e           | Ye ye               | יה               |
| Ё ё       | Jo jo         | Yo yo               | יו               |
| Ж ж       | Ƶ ƶ           | Zh zh               | 'ג               |
| З з       | Z z           | Z z                 | ז                |
| И и       | I i           | I i                 | א                |
| Й й       | J j           | Y y                 | י                |
| К к       | K k           | K k                 | כּ                |
| Л л       | L l           | L l                 | ל                |
| М м       | M m           | M m                 | מ                |
| Н н       | N n           | N n                 | נ                |
| О о       | O o           | O o                 | אָ ,או            |
| П п       | P p           | P p                 | פ                |
| Р р       | R r           | R r                 | ר                |
| С с       | S s           | S s                 | ס                |
| Т т       | T t           | T t                 | ת                |
| У у       | U u           | U u                 | או               |
| Ф ф       | F f           | F f                 | ף                |
| Х х       | X x           | X x                 | כ                |
| Ц ц       | Ts ts         | Ts ts               | צ                |
| Ч ч       | C c           | Ch ch               | 'צ               |
| Ш ш       | Ş ş           | Sh sh               | ש                |
| Ъ ъ       | Ә ә           | '                   | ע                |
| Э э       | -             | E e                 | אה               |
| Ю ю       | Ju ju         | Yu yu               | ו'               |
| Я я       | Ja ja         | Ya ya               | ה'               |
| Ғ ғ       | Ƣ ƣ           | Gh gh               | גה               |
| Ӣ ӣ       | Ji ji         | Yi yi               | אײ               |
| Қ қ       | Q q           | Q q                 | ק                |
| Ӯ ӯ       | Ū ū           | U' u'               | אה               |
| Ҳ ҳ       | H h           | H h                 | ה                |
| Ҷ ҷ       | Ç ç           | J j                 | 'ג               |

## Лингвистическая характеристика

### Фонетика и фонология
На фонологическом уровне еврейско-таджикский диалект характеризуется:
- наличием фарингалов /ħ/ и /ʕ/, в том числе в словах несемитского происхождения,
- отсутствием устойчивого /ī/,
- набором специфических повествовательных, вопросительных и восклицательных интонаций, отличных от аналогичных интонаций в таджикском языке.

### Морфология
На уровне морфологии еврейско-таджикский язык отличается:
- типом окончаний перфекта: 3 л. ед. ч. rafte < raftaast (вместо самаркандского raftas), 1 л. мн. ч. raftim < raftaam, 3 л. мн. ч. raftin < raftaand;
- типом глагольной системы (самаркандско-еврейская разновидность северного типа): имеются три новые формы по сравнению с основной разновидностью северной системы глагола:
  - длительное настоящее определённое время изъявительного наклонения с префиксом me- (merafsode < merafta istodaast);
  - длительное настоящее определённое время предположительного наклонения (merafsodage < merafta istodagist);
  - причастие на -gi длительного настоящего определённого времени (merafsodagi < merafta istodagi).

### Синтаксис
Синтаксис еврейско-таджикского языка характеризуется, с одной стороны, большей свободой, с другой стороны, меньшим набором придаточных предложений. Лексика включает некоторое (по сравнению с рядом других еврейских языков — относительно небольшое) количество заимствований из древнееврейского как религиозно-ритуального, так и бытового характера (šulħon — «низкий „восточный“ столик»), а также ряд слов иранского языкового фонда, вышедших из употребления в литературном таджикском языке, или обладающих в еврейско-таджикском более древней семантикой.

## Образование и литература
До XIX в. литература бухарских евреев продолжала создаваться на классическом еврейско-персидском языке и была частью еврейско-персидской литературы. Первым памятником литературы бухарских евреев, написанным на языке, имеющем фонетические, морфологические и лексические характеристики еврейско-таджикского диалекта, является поэма Ибрахима ибн Аби-л-Хайра «Худойдоднома» («Книга о Худойдоде», начало XIX в.). Основы литературного еврейско-таджикского языка были заложены в конце XIX в. в Иерусалиме рабби Шимоном Хахамом (1843—1910), основателем своеобразной литературной школы, занимавшейся в основном переводами с иврита на еврейско-таджикский язык книг как религиозного, так и светского содержания, в том числе произведений восточноевропейской Хаскалы. С конца 1880 г. по 1914 г. в Иерусалиме было издано свыше 100 книг на еврейско-таджикском языке — результат интенсивного переводческого труда рабби Шимона Хахама и ряда его сподвижников и учеников. В России этого периода книги на еврейско-таджикском языке практически не публиковались, но в 1910-16 гг. в городе Скобелеве (ныне Фергана) издавалась еврейско-таджикская газета «Рахамим».
В 1922-40 гг. в СССР существовала сеть школ на еврейско-таджикском языке. В 1920-30-х гг. выходил ряд периодических изданий («Байроки михнат» и др.) и существовала художественная литература на этом языке (писатель М. Бачаев (Мухиб) и др.). С 1932 г. в Самарканде функционировал театр. Всякая культурная и педагогическая деятельность на еврейско-таджикском языке в СССР была прекращена в 1940 г., и он стал лишь языком устного общения. Это явилось одним из основных факторов, приведших к тому, что к 1970-м гг. молодое поколение предпочитало русский язык еврейско-таджикскому и в качестве разговорного, дети во многих семьях владели им лишь пассивно или не владели вовсе. В 1970-е гг. фактически лишь для старшего поколения членов общины бухарско-еврейский язык являлся языком, обслуживающим все сферы жизни. Для значительной части среднего поколения языком культуры является русский, а еврейско-таджикский язык остается лишь языком очага. Молодое поколение предпочитает русский язык еврейско-таджикскому и в повседневном бытовом обращении и часто затрудняется говорить на последнем. Дети во многих семьях лишь понимают язык, но не могут на нём говорить; немало семей, где дети уже не понимают родной язык родителей. Иными словами, с опозданием на одно поколение по сравнению с ашкеназской общиной СССР происходит тот же интенсивный ассимиляционный процесс, который происходил в последней в конце 1920-х — начале 30-х гг.
Издания на еврейско-таджикском языке спорадически выходили в Израиле в 1950-60-х гг. С репатриацией бухарских евреев в Израиль в 1970-х гг. начались регулярные передачи израильского радио на еврейско-таджикском языке. Сейчас Коль Исраэль (ивр. קול ישראל‎, рус. Голос Израиля) вещает на еврейско-таджикском языке в 13:45 и в 23:00 по восточноевропейскому времени. С 1973 г. стал выходить ежемесячный бюллетень «Тхия», орган Союза выходцев из Бухары. В 1979 г. в Иерусалиме вышла на еврейско-таджикском языке книга стихов Мухиба (М. Бачаев), а в 1981 г. в Тель-Авиве вышла книга стихов Шуламит Тигляевой (уроженка Иерусалима, увезённая родителями в Бухару в детском возрасте; в 1934 г. вернулась в Палестину).
В XXI веке сохранением еврейско-таджикского языка занимаются преимущественно энтузиасты, такие как Арон Аронов.